# L'amour à la française
L'amour à la française (O amor à francesa) foi a canção francesa para o Festival Eurovisão da Canção 2007, cantada em Francês e em Inglês por Les Fatals Picards.
A canção foi a 13ª da noite, a seguir á canção da Suécia, ("The Worrying Kind" interpretada por The Ark) e antes da canção da Letónia ("Questa Notte" interpretada por Bonaparti.lv).

## Autores
| AUTORES                        |
| ------------------------------ |
| Letrista: Les Fatals Picards   |
| Compositor: Les Fatals Picards |

## Letra
É uma canção de amor, usando Franglais, uma mistura de Francês com Inglês, e de acordo com os compositores pretendem combinar o romance francês e punk para iniciantes. A letra é uma escavação em leve os estereótipos mais comuns e equívocos da França, o povo francês, a língua francesa, a cultura francesa e, em geral, todas as coisas francesa, com referências a "Torre Eiffel", "Chanel", "O Sena", "Les Champs-Elysées", "Le Moulin Rouge" - mas em medidas iguais uma escavação irônico com a incapacidade geral da Anglosfera de pronunciar corretamente francês, daí o acento Franglais de espessura.